# Jaxartiolus
Jaxartiolus is een geslacht van kevers uit de familie bladkevers (Chrysomelidae).
De wetenschappelijke naam van het geslacht werd in 1922 gepubliceerd door Jacobson.

## Soorten
- Jaxartiolus kozlovi Lopatin, 1997